# Ski Mask The Slump God
Стоуклі Клевон Голборн (англ. Stokeley Clevon Goulbourne), відомий під псевдонімом Ski Mask The Slump God — американський репер з Форт-Лодердейла. Насамперед відомий треками «Take A Step Back» (у співпраці з репером XXXTENTACION) та «Where's The Blow!» (у співпраці з репером Lil Pump). 2 жовтня 2017 року світ побачив сингл «Achoo!», записаний разом із південнокорейським репером Keith Ape.

## Біографія
Народився 18 квітня 1996 року в Броварді, Флорида, США. Своє дитинство провів в Брукліні, Атланті та Нью-Джерсі. 2014 року потрапив до виховної колонії за зберігання марихуани. В колонії познайомився та потоваришував з репером XXXTENTACION, з яким згодом часто співпрацював, зокрема для запису своїх треків.

## Кар'єра
Вийшовши з виховної колонії, створив реп-гурт «Very Rare» та випустив свій перший трек, який опублікував на своїй сторінці на SoundCloud. Опісля Голборн приєднався до колективу Members Only, який створив XXXTentacion. 2015 року у співпраці з XXXTentacion також випустив мікстейп «Members Only Vol. 1». Згодом світ побачили ще два мікстейпи — «Members Only, Vol 2» та «Members Only, Vol 3».
У травні 2016 року випустив свій перший мікстейп «Drown-In-Designer», куди увійшли такі популярні треки як «Take A Step Back» (у співпраці з репером XXXTENTACION). та «Where's The Blow!» (у співпраці з репером Lil Pump). Також Голборн випустив два міні-альбоми — «Very Rare Lost Files» та «Slaps for My Drop-top Mini-van». 2017 року світ побачив його дебютний комерційний проект — мікстейп «YouWillRegret», випущений лейблом Republic Records.

## Контраверсії
Під час концерту в Театрі Фонда (Лос-Анджелес), на Голборна напав один із компаньонів репера Роба Стоуна, зіштовхнувши його зі сцени. До нападу спонукала ворожнеча між двома реперами, яка виникла, коли Голборн відмовився покинути сцену під час виступу Стоуна на розігріві у репера Desiigner.
2014 року Голборн потрапив до виховної колонії за володіння марихуаною. Його також заарештовували за водіння авто з призупиненими правами та можливу причетність до грабежу, але згодом випустили під заставу.